# Lepthoplosternum
Lepthoplosternum es un género de peces de agua dulce de la familia Callichthyidae en el orden de los silúridos. Sus 6 especies habitan en aguas templado-cálidas y cálidas del centro y centro-norte de América del Sur, y son denominadas comúnmente cascarudos en la Argentina o tamboatás en el Paraguay y Brasil. La especie que alcanza mayor longitud (Lepthoplosternum pectorale) ronda los 6 cm de largo total.

## Taxonomía
Este género fue descrito originalmente en el año 1997 por el ictiólogo Roberto Esser dos Reis. Su especie tipo es Callichthys pectoralis (Lepthoplosternum pectorale).
La ubicación de Lepthoplosternum dentro de la subfamilia Callichthyinae es relativamente basal, siendo hermano del clado que comprende Megalechis, Dianema y Hoplosternum. Callichthys es el género más basal en la subfamilia.
Lepthoplosternum se diagnostica por tener en el borde de ataque de la aleta anal un solo rayo no ramificado, y por contar en el labio inferior, además de una muesca medial, otra pequeña lateral.
Se ha hipotetizado que las relaciones evolutivas de L. stellatum y L. ucamara no pueden ser plenamente resueltas en dicotomías, por lo que formarían una nodo no resuelto en la politomía de L. pectorale y L. beni, que son especies hermanas entre sí. L. tordilho es una especie cercana a las 4 anteriores; finalmente, L. altamazonicum es la especie más basal del género.
Etimología
Etimológicamente el nombre genérico Lepthoplosternum se construye con palabras del idioma griego, en donde: leptos significa 'fina', hoplon es 'arma' y sternon significa 'pecho' o 'esternón'.
Especies
Este género se subdivide en 6 especies:
- Lepthoplosternum altamazonicum R. E. dos Reis, 1997
- Lepthoplosternum beni R. E. dos Reis, 1997
- Lepthoplosternum pectorale (Boulenger, 1895)
- Lepthoplosternum stellatum R. E. dos Reis & Kaefer, 2005
- Lepthoplosternum tordilho R. E. dos Reis, 1997
- Lepthoplosternum ucamara R. E. dos Reis & Kaefer, 2005

## Distribución y hábitat
Las especies de Lepthoplosternum se distribuyen en cursos fluviales de aguas cálidas del centro y centro-norte de Sudamérica, desde la cuenca del Amazonas hasta la cuenca del Plata y la de la Laguna de los Patos en el sur del Brasil. Se las ha registrado en gran parte del Brasil, el este de Ecuador y del Perú, Bolivia, Paraguay, y el nordeste de la Argentina.